# Planitia Descensus
La Planitia Descensus è una struttura geologica della superficie della Luna.